# هوس (تغذیه)
به هوسِ شدید نسبت به یک غذای خاص، در متون ادبی ولع و در علوم نوین گرسنگی انتخابی گفته می‌شود که با گرسنگی ناشی از نیاز به کالری متفاوت است. در فهرست غذاهایی که باعث هوس غذایی عنوان شده‌اند، شکلات‌ها و شیرینیجات شکلاتی تقریباً همیشه در صدر هستند. به هوس خوردن موادِ غیرخوراکی، هرزه‌خواری گفته می‌شود.

## ویار
ویار یعنی هوس غذایی یک زن باردار. زن بارداری که دچار ویار می‌شود، از بوی بسیاری از غذاها (به ویژه غذاهای عادی)، افراد یا چیزها و حتی شوهرش بدش می‌آید. گاه نیز ممکن است به همان نسبت به برخی از خوراکها هوس کند. فهرست خوراکهای هوس‌انگیز برای زنی که ویار دارد می‌تواند بسیار تنوع داشته باشد. از برنج خشک تا ذغال چوب، می‌تواند در این فهرست جای داشته باشد.
ویارانه به غذا و خوراکی ای گفته می‌شود که توسط اقوام برای زن حامله فرستاده می‌شود.